# Óscar Asemissen

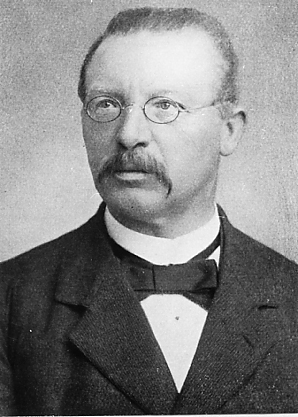
Oskar Asemissen

Oskar Asemissen (* 22 de mayo de 1844 en Schackenburg cerca de Lage; † 30 de enero de 1900 en Detmold) fue un abogado y político alemán.[cita requerida]

## Vida
Nacido en la finca de Schackenburg como hijo del granjero y hacendado Hermann Ulrico Asemissen y de Juana María Federica Steinhagen. [cita requerida]
Recibió sus primeras lecciones en Oerlinghausen por Kantor Steinhagen, su abuelo materno. Se graduó de la escuela secundaria en Detmold, donde vivió con su futuro suegro, el profesor de secundaria Steinhagen .  [cita requerida]
Asemissen estudió derecho en Jena, Heidelberg y Gotinga. Durante sus estudios se convirtió en miembro de la Burschenschaft Germania Jena en 1864.[cita requerida]
Después de graduarse, se convirtió en auditor en Detmold en 1867 y fue voluntario de guerra en 1870. Más tarde trabajó en el juzgado municipal de Lemgo y se convirtió en abogado. [cita requerida]
En 1876 se casó con su prima Rosalía Steinhagen, con quien se volvió a Detmold y tuvo tres hijos. Escribió numerosos tratados sobre política social, especialmente sobre cuestiones comerciales e industriales. En las elecciones estatales de Lippe de 1880 solo obtuvo el 17,9% % de los votos y no fue elegido.  [cita requerida]
En 1884 fue nombrado miembro del Parlamento del Estado de Lippe por el distrito electoral IV, donde se desempeñó como líder del Partido del Librepensamiento .[cita requerida]
También ganó esta circunscripción en las elecciones de 1888, 1892 y 1896. En 1892 también fue elegido miembro del consejo municipal de Detmold[cita requerida]
Tras la muerte de Asemissen, Alejandro Zeiß fue elegido para el distrito IV.
La familia de Asemisen abandonó Detmold. Su esposa Rosalía murió en 1907 en Oberneuland, cerca de Bremen.[cita requerida]
Ambos fueron enterrados en el antiguo cementerio de Detmold, en la calle Blomberger Straße, una placa recuerda a la pareja.[cita requerida]

## Publicaciones
- Pequeñas ciudades y pequeños estados en áreas industriales y comerciales. Bielefeld 1885.[cita requerida]
- La importancia de la propiedad de la tierra para el bienestar de las clases trabajadoras. Berlín 1892.[cita requerida]
- Sobre la cuestión Lippe. Detmold 1896.[cita requerida]
- La disputa por el trono de Lippe, los límites del poder imperial y las condiciones alemanas. Ubicación 1898.[cita requerida]

## Bibliografia
- Helge Dvorak: Léxico biográfico de la unión de estudiantes alemanes. Volumen I Políticos, Parte 1: A–E. Heidelberg 1996, pág. 31.